# فايف نايتس آت فريديز 4
فايف نايتس آت فريديز 4 (بالإنجليزية: Five Nights at Freddy's 4)‏ هي الجزء الرابع من سلسلة ألعاب الرعب « فايف نايتس آت فريديز »، والذي أنتجه وطوره الأمريكي سكوت كاوثون، أنتجت سنة 2015 م وتعمل على الانظمة ويندوز ونظام أندرويد ونظام آي أو إس.

## قصة
4 Five Nigh's At Fridys هي الإصدار الرابع من هذه الملحمة المرعبة ذات الشعبية الكبيرة والتي ما فتئت تقوم بإخافة الناس في كل من ويندوز وأندرويد منذ أن أطلقت لأول مرة سنة 2014. ومنذ ذلك الوقت، بعد عام أو أكثر بقليل، أصبحت Five Nights at Freddy's رمزا للرعب.
هذه المرة، لن يكون عليك أن تقوم بدورية حول مطعم للبيتزا باستخدام بضع كاميرات مراقبة أو أي شيء من هذا القبيل. في المقابل، تقوم بالتحكم في شاب، أثناء الليل، يتوجب عليه أن يدافع عن نفسه في مواجهة المخلوقات المرعبة التي تطارده من وراء كل ظل وكل زاوية مظلمة.
إن طريقة اللعب في Five Nights at Freddy's 4 مشابهة إلى حد كبير لطريقة اللعب في الإصدارات السابقة. ويمكنك أن تتحرك من السرير نحو أي باب من أبواب الغرفة، وفتح تلك الأبواب بالضغط المتواصل على أحد الأزرار. يمكنك أيضا أن تستعمل مصباحا يدويا لإنارة أي منطقة تريد لمدة قصيرة.
ومن بين الأشياء المهمة التي يجب أن تقوم بها هي ضبط مستوى الصوت في مكبرات الصوت خاصتك. لماذا؟ لأنك ستكون في حاجة إلى سماع أنفاس الأعداء بغية التنبؤ بهجماتهم. زد على ذلك، أنهم إن تمكنوا منك، ستشعر بخوف أكبر إذا كان الصوت مرتفعا.
إن Five Nights at Freddy's 4 عبارة عن لعبة رعب لا تنسى تستطيع أن تقوم بإخافتك أكثر من مرة. وقد شهدت الرسوميات تحسينا طفيفا بالمقارنة مع الإصدار الثالث، مما ساهم في خلق تجربة أفضل.

## مهمة اللعبة
طريقة اللعب في هذا الجزء مختلفة عن باقي اجزاء اللعبة إلا وانها نفس طريقة اللعب المعروفة. أنت حاليا تلعب دور الطفل الباكي يجب عليه البقاء علي قيد الحياه مع امتلاكك ل مصباح مضئ واملك الوحيد هو العيش وابعاد الاعداء عنك.
مهمتك مواجهة الاعداء عن طريق التوجة للابواب مع العلم أنه يجب عليك رفع مستوي الصوت لسماع انفاسهم ولكن إذا خسرت سوف يهجم عليك العدو فريدي وسط صوت مرتفع ومرعب. عليك سماع انفساهم إذا سمعت صوت نفس اغلق الباب إذا لم تسمع أي اصوات اضئ الفلاش لايت وارجع الي سريرك. يجب الالتفاف خلفك لمراقبة أي اعداء ومراقبة الخزانة لانه عادة ما يتسلل فوكسي الي الخزانة بسرعة لانه يتميز ب الذكاء. وعلي الناحية الاخري هناك مرحلة خاصه ب سبرينج تراب يجب عليك تخطيها لتكملة باقي المراحل المرحلة تكون دمية سبرينج تراب وهيا جالسه علي كرسي امامك وامامك محاولة واحده وعداد ثواني وعلامة اكس يجب عليك اغلاق الفلاش لايت وفتحه ف مدة معينه من الوقت لجعل سبرينج تراب يجلس في المنتصف حرف اكس امامك ولكن إذا خسرت سوف يهجم عليك وتكمل باقي المراحل. يجب عليك البقاء علي قيد الحياة مع استعمال الكشاف يجب ان تقوم بدورك مثلما تعودت مراقبة الابواب واتباع الخطوات لانه كلما اقترب العدو سوف تنفذ طاقة الكشاف الخاص بك وستتلقي هجوم من فريدي وتنتهي اللعبة.

## وصلات خارجية
- فايف نايتس آت فريديز 4 على موقع IMDb (الإنجليزية)
- الموقع الرسمي